# Montivipera
Montivipera Nilson, Tuniyev, Andrén, Orlov, Joger & Herrmann, 1999 è un genere di serpenti velenosi della famiglia Viperidae.

## Tassonomia
Il genere comprende le seguenti specie:
- Montivipera albizona (Nilson, Andren & Flärdh, 1990)
- Montivipera bornmuelleri (Werner, 1898)
- Montivipera kuhrangica Rajabizadeh, Nilson & Kami, 2011
- Montivipera latifii (Mertens, Darewsky & Klemmer, 1967)
- Montivipera raddei (Boettger, 1890)
- Montivipera wagneri (Nilson & Andrén, 1984)
- Montivipera xanthina (Gray, 1849)